# Каменка (Лузький район)
Каменка (рос. Каменка) — присілок у Лузькому районі Ленінградської області Російської Федерації.
Населення становить 551 особу. Належить до муніципального утворення Заклинське сільське поселення.

## Історія
Згідно із законом від 28 вересня 2004 року № 65-оз належить до муніципального утворення Заклинське сільське поселення.

## Населення
| 1961 | 1990 | 1997 | 2007 | 2010 |
| ---- | ---- | ---- | ---- | ---- |
| 175  | ↗705 | ↘670 | ↗677 | ↘551 |